# Boumango
Boumango es una comuna gabonesa, chef-lieu del departamento de Ogooué-Létili de la provincia de Haut-Ogooué.
En 2013 la comuna tenía una población de 1095 habitantes, de los cuales 573 eran hombres y 522 eran mujeres.
Es una comuna de mayoría étnica bateke, con minorías de bahoumbous, mbanghouins, bakaninguis y pigmeos. Su economía se basa en la agricultura y la pesca.
Se ubica a orillas del río Ogooué junto a la frontera con la República del Congo, unos 60 km al sur de la capital provincial Franceville.